# Дай мне знак
«Дай мне знак» (укр. «Дай мені знак») — другий студійний і перший сольний (перший альбом «Ранетки» був у складі гурту «Ранетки») альбом російської співачки «Лери Лери».

## Про альбом
Альбом вийшов 7 липня 2010 року в Україні. На диску записані 12 різнопланових композицій.
Автором музики усіх пісень альбому став Саша Чемеров, автором текстів — Ізольда Четха (псевдонім Чемерова).
В Росії альбом вийшов в грудні 2010. До нього також увійшли 12 композицій і бонус трек «Неприятно (RMX)».

## Список композицій
1. «Медленные дни» (3:42)
2. «13-й февраль» (3:31)
3. «Неприятно» (3:18)
4. «До свидания» (4:08)
5. «Леди» (3:25)
6. «Слёзы, слёзы» (3:36)
7. «Волчица» (3:30)
8. «Я тону» (3:44)
9. «Дай мне знак» (3:17)
10. «Танцы под дождём» (3:18)
11. «Безопасный секс» (3:29)
12. «Для друзей» (3:25)

### Бонус трек
1. «Неприятно (RMX)» (3:16)

## Видеокліпи з альбому «Дай мне знак»
1. «Волчица» (березень 2010)
2. «Неприятно» (травень 2010)
3. «Безопасный секс» (вересень 2010)

Пісню «Безопасный секс» раніше виконував гурт «Белки».